# اولکر
اولکر(به ترکی استانبولی: Ülker) یک شرکت بزرگ تولید مواد غذایی ترکیه‌ای است که محصولات خود را به ۱۱۰ کشور جهان صادر می‌کند.
تولیدات این شرکت کلوچه، شکلات و نوشابه است. به هنگام عرضه محصول کولا ترکا توسط اولکر، کوکاکولا قیمت نوشابه خود را در ترکیه ۱۰٪ کاهش داد.